# ヒナギク (曲)
『ヒナギク』は、鬼束ちひろの22枚目のシングル。2018年8月22日に発売。

## 解説
本作には、愛と情念を歌った「ヒナギク」とラブバラードの「Twilight Dreams」という新曲2曲、そして2017年に開催した全国ツアーから「帰り路をなくして」「ラストメロディー」「X」のライブ音源3曲を加えた全5曲が収録される。
表題曲「ヒナギク」には池田圭が監督を務めたミュージック・ビデオが制作された。
カップリング曲「Twilight Dreams」は、フジテレビの動画配信サービスFODで配信されるオリジナルドラマ「ポルノグラファー」主題歌として起用された。鬼束にとっては約15年ぶりとなるドラマ主題歌のタイアップだった。また、本楽曲は後に、『劇場版ポルノグラファー〜プレイバック〜』の主題歌となった23rdシングル『スロウダンス』にも再収録されている。
アートワークはシングル収録曲「ヒナギク」と「Twilight Dreams」をモチーフに、“美しさと毒”、“陰と陽”、“光と闇”など鬼束の二面性を表現し、アーティスト写真などにもこのビジュアルが使用された。
通常盤、初回限定盤、完全生産限定盤のプレミアム・コレクターズ・エディションの3形態でのリリースとなり、初回限定盤には「ヒナギク」のミュージックビデオを収めたDVDが付属する。プレミアム・コレクターズ・エディションは、LPサイズ仕様のスペシャルパッケージとなり、高音質SHM-CD仕様のCDにボーナストラックとして「火の鳥」のライブ音源、「ヒナギク」「Twilight Dreams」のインストゥルメンタルバージョンの3曲を追加した計8曲が収録されるほか、「ヒナギク」のMVとメイキング映像を収めたBlu-rayと撮り下ろし写真を掲載したフォトブックが同梱される。

## 収録曲

### 初回限定盤・通常盤

#### Disc1: CD
- 全作詞・作曲: 鬼束ちひろ、全編曲: 坂本昌之

1. ヒナギク(6:10)
2. Twilight Dreams(5:05)
FODオリジナルドラマ「ポルノグラファー」主題歌
3. 帰り路をなくして (Live at Zepp Nagoya on May 1, 2017)(6:35)
4. ラストメロディー (Live at Zepp Nagoya on May 1, 2017)(4:54)
5. X (Live at Zepp Nagoya on May 1, 2017)(5:44)

#### Disc2: DVD（初回限定盤のみ）
1. ヒナギク(ミュージック・ビデオ)(6:18)
監督：池田圭

### プレミアムコレクターズエディション盤

#### Disc1: SHM-CD
- 全作詞・作曲: 鬼束ちひろ、全編曲: 坂本昌之

1. ヒナギク(6:10)
2. Twilight Dreams(5:05)
3. 帰り路をなくして (Live at Zepp Nagoya on May 1, 2017)(6:35)
4. ラストメロディー (Live at Zepp Nagoya on May 1, 2017)(4:54)
5. X (Live at Zepp Nagoya on May 1, 2017)(5:44)
6. 火の鳥 (Live at Zepp Nagoya on May 1, 2017)(5:53)
ボーナストラック
7. ヒナギク (instrumental)(6:10)
ボーナストラック
8. Twilight Dreams (instrumental)(5:01)
ボーナストラック

#### Disc2: Blu-ray
1. ヒナギク(ミュージック・ビデオ)(6:18)
監督：池田圭
2. Music Video メイキング(6:38)

#### Disc3: Extra Live CD -Limited Edition-
UNDER BABIES (Live at Zepp Tokyo on June 18, 2018)
1. シャイン(5:09)
2. CROW(5:18)
3. 螺旋(4:04)

## 収録アルバム
ヒナギク
- 『REQUIEM AND SILENCE』

Twilight Dreams
- 『REQUIEM AND SILENCE』

## カバー
ヒナギク
- 坂本冬美 - アルバム「Love Emotion」（2021年10月27日）収録[10]